# Blase Joseph Cupich
Blase Joseph Cupich (pronunciat SOO-pitch; 19 de març de 1949) és un prelat estatunidenc de l'Església Catòlica, que serveix com el novè arquebisbe de Chicago. També és membre de la Congregació per als Bisbes a la Cúria pontifícia. Va ser creat cardenal pel papa Francesc.
Cupich ser l'elecció del Papa Francesc per succeir tenir el cardenal Francis George com a arquebisbe de Chicago el 20 de setembre de 2014. Nascut a Omaha (Nebraska), va ser ordenat sacerdot allà en 1975. Va ser nomenat bisbe de Rapid City, Dakota del Sud, pel Papa Joan Pau II el 1998. Cupich va servir posteriorment com a bisbe de la bisbat de Spokane, Washington, de 2010 a 2014. És membre del Col·legi de Cardenals des del 19 de novembre de 2016.

## Biografia

### Primers anys i educació
Blase Joseph Cupich va néixer a Omaha (Nebraska), en una família d'orígens croates, com un dels nou fills de Maria Mayhan i Blase Cupich. Va assistir a l'escola secundària Archbishop Ryan a Omaha. Posteriorment va estudiar al Seminari St. Johnn Vianney a la University of St. Thomas a Saint Paul a l'estat deMinnesota, on va obtenir la seva llicenciatura en Filosofia el 1971. Cupich després va estudiar a Roma al Col·legi Pontifici Nord-americà i a la Pontifícia Universitat Gregoriana. Hi va obtenir una llicenciatura (1974) i un mestratge en Teologia (1975).

### Ordenació i ministeri
Cupich va ser ordenat sacerdot el 16 d'agost de 1975, i després va servir com a vicari a la parròquia de St. Margaret Mary i d'instructor a l'Escola Secundària Pau VI a Omaha fins al 1978. A l'arxidiòcesi d'Omaha, va exercir com a director de l'Oficina per al Culte Diví i com a president de la Comissió de la Joventut de 1978 a 1981. Va completar els seus estudis a la Universitat Catòlica d'Amèrica a Washington, DC. Hi va obtenir la llicenciatura (1979) i més tard el doctorat en Sagrada teologia (1987) amb una tesi titulada «Advent en la tradició romana: una anàlisi i comparació de les lectures del Leccionari com unitats hermenèutiques en tres períodes».
De 1980 a 1981, Cupich va ser instructor del programa d'educació contínua de sacerdots i de formació del diaconat a la Universitat de Creighton a Omaha. Després es va exercir com a secretari de la nunciatura als Estats Units fins a 1987, i a vegades va actuar com a portaveu de la missió. Va ser rector de l'església Santa Maria a Bellevue entre 1987-1989, President - Rector de la Universitat Pontifícia Josephinum a Columbus, Ohio, de 1989 a 1996, i rector de la parròquia de Sant Robert Belarmino a Omaha de 1997 a 1998 .

### Bisbe de Rapid City
El 6 de juliol de 1998, va ser nomenat setè bisbe de Rapid City, a Dakota del Sud, pel Papa Joan Pau II. Va ser consagrat com a bisbe per l'arquebisbe Harry Flynn de Saint Paul and Minneapolis el 21 de setembre de 1998. Els co-consagrants van ser els arquebisbes Elden Francis Curtiss d'Omaha i Charles Joseph Chaput, O.F.M. Cap. de Denver.
El 2002, Cupich va prohibir a una comunitat de missa llatina tradicional celebrar les litúrgies del Tridium Pasqual d'acord amb la forma del ritu romà de 1962.
Durant l'elecció presidencial de 2004, Cupich no es va unir als bisbes que deien que la sagrada comunió havia de ser negada als polítics catòlics nord-americans que donaven suport al dret a l'avortament. Va dir: «No podem triar únicament qüestions particulars. Hem d'estar disposats a parlar de tots els temes. La nostra posició comença amb la protecció dels no nascuts, però no acaba aquí ...»
Dos anys més tard, mentre que els electors de Dakota del Sud consideraven un referèndum que prohibís l'avortament, excepte per salvar la vida de la mare, Cupich va demanar «diàleg públic... marcat pel civisme i la claredat». Va proposar tres condicions per al debat polític: «1. Cal reconèixer que tant el tema de l'avortament i de les restriccions sobre l'avortament són inevitablement preguntes morals formulades pels valors morals.; 2. Hi ha d'haver acord en que qualsevol discussió sobre l'avortament i la llei ha de reconèixer tant el patiment dels nens no nascuts en l'avortament i el sofriment de les dones embarassades en circumstàncies extremes.; 3. ha d'haver un compromís amb el diàleg que és de naturalesa civil, interactiu i substancial». La llei va ser derrotada per un 55% contra el 45%.
Poc abans de l'elecció presidencial de 2008, Cupich va publicar un assaig en "America" sobre la qüestió de la raça on va dir:
| « | A mesura que ens apropem a una jornada electoral en què un dels principals candidats del partit per president és per primera vegada que una persona d'ascendència afroamericana, hem de ser capaços de fer-ho amb la sensació que qualsevol sigui el resultat, Amèrica ha creuat un altre llindar en la curació de les ferides que el racisme ha infligit al cos polític de la nostra nació durant tota la nostra història. No obstant això, en vista dels últims informes dels mitjans de comunicació sobre el vot basat en la raça, en aquest moment potencialment curatiu podria convertir-se en la imposició d'una ferida més si apareix el racisme per determinar el resultat. A causa d'aquesta possibilitat amenaçant, val la pena recordar als catòlics i a tots els nord-americans .... El [R]acisme és un pecat. | » |

Cupich serví al Comitè pels Joves Adults de la Conferència Episcopal Catòlica dels Estats Units en el període 2000-2003, el període en què la USCCB va adoptar la seva Carta de Dallas establint procediments per al maneig d'acusació de mala conducta dels capellans. Va servir de nou en el Comitè ara canviat el nom pel de Comitè sobre la Protecció dels infants i joves en el període 2005-2006. Cupich es va convertir en cap del comitè en 2008.
Després de l'elecció presidencial de 2008, Cupich va aconsellar als seus companys bisbes per trobar maneres de treballar amb l'entrant administració Obama: «tingueu en compte una profecia de denúncia es desgasta més ràpidament, i em sembla que el que necessitem és una profecia de la solidaritat, amb ls comunitat que servim i la nació en què vivim.»

### Bisbe de Spokane
El 30 de juny de 2010, el Papa Benet XVI el va nomenar bisbe de Spokane. Va instal·lar-se el 3 de setembre de 2010, en una cerimònia a la Universitat Gonzaga.
El 2011, Cupich descoratjat sacerdots i seminaristes de la seva diòcesi de participar en manifestacions davant de clíniques de Planificació Familiar o de donar suport a 40 Dies per la Vida, un moviment pro-vida que porta a terme vigílies a les clíniques d'avortament. Cupich tard va aclarir la seva posició a través d'un comunicat on deia que, encara que no impedeia als sacerdots resar fora de les clíniques, creia que «Les decisions sobre l'avortament no es fan generalment davant de les clíniques» - que es fan a les «taules de cuina i en sales d'estar i sovint impliquen una germana, filla, parent o amiga que pugui haver estat pressionades o abandonades per l'home que és el pare del nen.»
Al febrer de 2011, quan Cupich dirigia el Comitè per a la Protecció de Nens i Joves de la Conferència episcopal estatunidenca, una investigació d'un gran jurat de Filadèlfia va trobar que l'arxidiòcesi de Filadèlfia havia permès a 37 sacerdots romandre actius malgrat les acusacions d'abusos o d'un comportament inadequat. Al març comentà: «Això és confús i desmoralitzador per a moltes persones. Tothom està molt trist per això, perquè la gent està treballant molt intensament, tots els dies, per posar en pràctica la Carta. I que això succeeixi és realment dolorós per a tots nosaltres.» Cupich més tard va ressenyar els esdeveniments de Philadelphia com "una anomalia". Va dir que els bisbes dels Estats Units havien aplicat gran part de les reformes acordades conegudes com la Carta de Dallas (2002) i afegí: «Si volem que la nostra gent confiï en nosaltres, hem de confiar en ells, així que estem fent tot el possible per assegurar-se que som transparents amb ells».
Al juny Cupich va apuntar de nou a la carta, que pensava necessitava algunes modificacions. Va fer èmfasi en la necessitat d'aplicar-la adequadament:
| « | No és la Carta el que és el problema. Em sembla que si les persones estan utilitzant la Carta com un punt de referència apropiada... Considerem que aquesta Carta té un estatus d'icona. Creiem que les decisions que vam prendre el 2002 van ser significatives. Involucraven no només un canvi en la pràctica i la política, sinó crec que en la cultura, així, pel que van a ser reticents a retrocedir aquest compromís en alguna manera de fer qualsevol canvi. | » |

En el transcurs de tres mesos en 2011, Cupich va publicar "El Nou Missal Romà: un temps de renovació", una visió històrica sobre la renovació litúrgica per introduir la nova traducció a l'anglès del Missal Romà. Va escriure favorablement de passar d'un ad orientem a una direcció versus populum del sacerdot en la missa; va lamentar els que no accepten els canvis del Novus ordo missae; va escriure favorablement sobre la comunió sota les dues espècies i la missa en la llengua vernacla, la inculturació no occidental en la litúrgia, la participació dels laics en la litúrgia com una prova de foc de la participació activa i la simplificació de la rúbrica.
A l'abril de 2012, Cupich va donar suport a la decisió de la Universitat Gonzaga de convidar l'arquebisbe anglicà Desmond Tutu a parlar en les seves cerimònies de graduació i rebre un títol honorari, contra el qual la Cardinal Newman Society i altres actius en el moviment pro-vida protestaven.
A mesura que els votants es van enfrontar el novembre de 2012 a un referèndum sobre la legalització del matrimoni del mateix sexe en l'estat de Washington, Cupich va escriure una carta pastoral on assenyalava en primer lloc que la qüestió es veu sovint en termes de simpatia personal i "una qüestió d'igualtat":
| « | Els defensors de la redefinició del matrimoni estan sovint motivats per la compassió per aquells que han demostrat valor en negar-se a viure en la por de ser rebutjat per la seva orientació sexual. És una compassió que és molt personal, per a aquells que han patit i segueixen patint són amics propers i estimats i membres de la família. També és una compassió forjada en reacció a les històries nacionals tràgiques de la violència contra els homosexuals, dels atacs verbals que degraden la dignitat humana i de suïcidis entre els adolescents que han lluitat amb la seva identitat sexual o han estat intimidats a causa d'ella. Com a resultat, els partidaris de la consulta sovint parlen apassionadament de la necessitat de reequilibrar les balances de la justícia. | » |

Cupich llavors va cridar per a «un debat públic sòlid ... dut a terme amb respecte, honestedat i convicció» i va demanar «una consideració acurada» de la posició de l'Església sobre el referèndum. Va concloure amb una declaració de tolerància que diferenciava a l'Església dels oponents de la consulta:
| « | També vull ser molt clar que en afirmar la nostra posició l'Església Catòlica no té tolerància per al mal ús d'aquest moment per incitar a l'hostilitat cap a les persones homosexuals o promoure una agenda que és odiosa i una falta de respecte de la seva dignitat humana. | » |

Explicà la posició de l'Església sobre el referèndum: que les parelles de fet registrades a Washington ja donaven a les parelles del mateix sexe tots els drets legals associats amb el matrimoni, de manera que la igualtat no era un problema; que el referèndum intenta fer que les relacions de diferent sexe i del mateix sexe idèntiques, no iguals ; que ignora les diferències reals entre homes i dones i com "fills i filles aprenen sobre el gènere de la forma en què es viu per les seves mares i pares"; que l'eliminació dels termes mare i pare dels documents legals transforma la manera en què pensem sobre les relacions familiars; que l'impacte sobre altres aspectes de la llei de matrimoni, com ara limitar el matrimoni de familiars o restringir el matrimoni a dues persones, són desconeguts; i que la qüestió no és si una definició religiosa o secular del matrimoni va a prevaler: «El matrimoni existia ja sigui abans de l'Església o l'estat. Està escrit en la nostra naturalesa humana.»
Cupich va escriure el 22 de gener de 2013, fent referència a la mort de 20 nens en una escola de primària a Newtown, Connecticut, unes poques setmanes abans, que «La veritat s'imposarà i hem de creure que una nació que té cor col·lectiu pot trencar i plorar per nadons sacrificats a Newtown té la capacitat i la gràcia de Déu dia per als nadons que van morir en l'úter.»
Cupich va permetre els empleats de Catholic Charities a ajudar la gent es registrés per rebre beneficis sota la Llei d'Assistència Assequible, popularment coneguda com a "Obamacare", en contrast amb la majoria dels altres bisbes. Va dir:
| « | Considerem que l'assistència sanitària és un dret humà bàsic i creiem que les persones han de tenir accés a serveis de salut assequibles per tal de viure una vida plena. Volem assegurar-nos que les persones que no tenen accés a cures assequibles el tinguin. Aquest és un programa que permet que això passi. | » |

El juny de 2014, Cupich va parlar en una conferència a la Universitat Catòlica d'Amèrica sobre la resposta catòlica al llibertarisme, al qual va criticar en detall:
| « | En separar la dignitat humana de la solidaritat implica, els llibertaris es mouen en una direcció que no només té enormes conseqüències per al sentit de la vida econòmica i l'objectiu de la política en un món de globalització, sinó en una direcció que és incompatible amb la doctrina social catòlica, particularment en el que ha estat desenvolupat pel Papa Francesc. | » |

Com a alternativa al llibertarisme Cupich va defensar algunes de les opinions del Papa Francesc ', incloent el seu «enfocament diferent de la forma en què sabem i aprenem" per "assegurant-se que les idees fan diàleg amb la realitat" i el seu anomenat "per a un canvi d'una economia d'exclusió d'una cultura de la trobada i la necessitat d'acompanyament», en el qual, explica, «un es troba amb un altre, no amb un mateix. Aquest èmfasi en la trobada i acompanyament desemmascara la dificultat amb el llibertarisme, pel seu objectiu declarat és augmentar l'autonomia humana com la prioritat.» Va concloure expressant les seves «serioses preocupacions sobre el llibertarisme que impacten la vida pastoral», la dificultat d'aconsellar als joves la «vida interior està en risc en un món que els anima a ser atrapats en els seus propis interessos». La crítica del capitalisme contemporani de Francesc està, segons ell, «lligada a una rica tradició de .. desafiament dels enfocaments econòmics i polítics que estan a l'altura de col·locar la dignitat humana en tota la seva plenitud com a prioritat.»

### Arquebisbe de Chicago
El Vaticà va anunciar el 20 de setembre de 2014, que el Papa Francesc havia acceptat la renúncia del cardenal Francis George com a arquebisbe de Chicago i nomenat Cupich per succeir-lo. Cupich es va instal·lar el 18 de novembre de 2014.[ Abans de la seva instal·lació a Chicago, Cupich va anunciar que anava a viure en unes habitacions en la catedral del Sant Nom i no a la mansió de Gold Coast, que tradicionalment servia de residència d' arquebisbes de Chicago.
Cupich va anunciar una important reorganització de l'arxidiòcesi el 30 d'abril de 2015. Aproximadament 50 empleats de l'arxidiòcesi acceptaren una jubilació anticipada. Va nomenar el rector del seminari, el director del tribunal metropolità, i el canceller, alhora que va confirmar el Pare Ronald Hicks com Vicari General i Betsy Bohlen, anteriorment la directora financera, com a director d'operacions. Es va crear un nou Consell Hispano amb seu a una església a Cicero, Illinois, en una zona de gran presència hispana.
Escrivint al Chicago Tribune el 3 d'agost de 2015, durant la controvèrsia dels vídeos secrets de la Planificació de la Família 2015, Cupich va reiterar la crida del Cardenal George per «el nostre compromís com a nació a una constant ètica de la vida». Ell va escriure que «comerciar sobre les restes de nens indefensos és particularment repulsiu» i que «no hem d'estar menys aterrits per la indiferència cap als milers de persones que moren diàriament per falta d'atenció mèdica decent; a qui se'ls nega els drets per un sistema d'immigració trencat i pel racisme, que pateixen fam, la manca de treball i vulguin; que paguen el preu de la violència en els barris saturats d'armes de foc, o que són executades per l'estat en nom de la justícia». El 28 d'agost, el pare Raymond J. de Souza va escriure al National Catholic Register, arribant a la conclusió que Cupich és un defensor de l'ètica de vida consistent presentada pel cardenal Joseph Bernardin a mitjans de la dècada de 1980. De Souza preguntà, «És l'ètica consistent aplicats de manera consistent, o principalment serveix per restar importància a la urgència de la qüestió de l'avortament? ... Tres recents principals direccions de Cupich suggereixen que és l'últim. ... L'enfocament d'aquests últims mesos Cupich no ha estat fidel als arguments del seu predecessor, ni als de Francesc ; la seva és una ètica inconsistent de la vida»

#### Sínode sobre la Família
El 15 de setembre de 2015, el Papa Francesc nomenà Cupich per participar en el Sínode de Bisbes a Roma a l'octubre, afegint-se-als proposats per la Conferència Episcopal dels Estats Units. Allà donà suport a propostes per proveir un camí perquè les persones s'havien tornat a casar participessin en la comunió i de respectar les decisions dels que es tornaven a casar o els homosexuals en les relacions «per tal d'orientar la seva vida espiritual». Cupich es va identificar amb els pares sinodals que estaven a favor d'una aproximació pastoral que comencés amb trobar-se amb les circumstàncies específiques de cada persona i es va destacar la importància de la consciència. Va afirmar:
| « | Intento ajudar les persones al llarg del camí. I la gent ve a una decisió en consciència. Llavors el nostre treball amb l'Església és per ajudar-los a moure cap endavant i respectar-ho. La consciència és inviolable. I hem de respectar que quan prenen decisions i que sempre ho he fet. | » |

Pel que fa a la comunió per als que estan en relacions del mateix sexe, va dir:
| « | El meu paper com a pastor és ajudar a discernir quina és la voluntat de Déu és mirant a l'ensenyament moral objectiu de l'Església i, però, al mateix temps, ajudar-los a través d'un període de discerniment per entendre el que és Déu els demana en aquest punt. És per a tothom. Crec que cal assegurar-se que no encasellar un grup com els que no són part de la família humana, com si hi hagués un conjunt diferent de regles per a ells. Això seria un gran error. | » |

A mesura que el Sínode considera recolzant aquest tipus d'enfocament per als casats de nou com es suggeria en el seu grup de discussió en llengua alemanya, un crític va descriure la idea com original de Cupich i després adoptada pel grup de discussió que incloïa els cardenals Walter Kasper, Reinhard Marx, Gerhard Müller i Christoph Schonborn, batejant-la com la "proposta Cupich-alemanya".

### Cardenalat
El 9 d'octubre de 2016, el Papa Francesc va anunciar que Cupich seria elevat al Col·legi de Cardenals el 19 de novembre de 2016. Al consistori celebrat a la basílica de Sant Pere se li va donar el rang de cardenal prevere i se li va assignar l'església titular de San Bartolomeo all'Isola.

## Altres posicions
KMA la Conferència episcopal dels Estats Units, Mons Cupich ha servit com a President del Comitè de Bisbes sobre la protecció dels infants i joves des de 2008 i és membre del Comitè ad hoc sobre la traducció de l'Escriptura. Ha exercit com a membre del Comitè sobre la Litúrgia, el Comitè de Comunicacions i el Comitè Ad Hoc per Supervisar l'Ús del Catecisme. És també membre del Consell de la Societat d'Extensió Catòlica. Ha estat membre de la Junta de Síndics del Seminari de St Paul, com el Assessor Episcopal del Serra Club, i un membre del Consell d'Administració del Centre Nacional de Vida Pastoral. El març de 2013 va iniciar un període de tres anys com a president de l'Associació Nacional d'Educació Catòlica.
El 7 de juliol de 2016, el Papa Francesc el va nomenar membre de la Congregació per als Bisbes.